# Тростянецький спиртовий завод
Тростянецький спиртовий завод — підприємство харчової промисловості у селищі міського типу Тростянець Тростянецького району Вінницької області України.

## Історія
1864 року у волосному центрі Тростянець Брацлавського повіту Подільської губернії Російської імперії французькі капіталісти побудували винокурний завод потужністю 20 600 відер спирту на рік. 1884 року до селища прокладено залізницю. У 1901 році в містечку вже діяли винокурний завод і казенний винний склад.

### 1918—1991
У січні 1918 року в Тростянці було встановлено радянську владу, на спиртовому заводі та інших підприємствах встановлено робітниччий контроль, але на початку березня 1918 року Тростянець окупували австро-німецькі війська (які залишалися тут до листопада 1918 року). Надалі, до червня 1920 року Тростянець перебував у зоні бойових дій громадянської війни. У другому півріччі 1920 року почалося відновлення спиртзаводу, і на рубежі 1921—1922 рр. він був введений в експлуатацію.
У ході індустріалізації 1930-х років спиртзавод реконструйовано і розширено, після закінчення реконструкції його потужність склала 2500 декалітрів спирту на добу.
В ході Німецько-радянської війни від 25 липня 1941 до 13 березня 1944 року Тростянець був окупований німецько-румунськими військами, під час відступу німецьких військ робітники заводу забезпечили його охорону і зуміли частково зберегти підприємство, а також 50 тис. літрів спирту. Після закінчення бойових дій почалося відновлення селища, та після відновлення роботи селищної електростанції, наприкінці 1944 року спиртзавод було відновлено.
1951 року Тростянецький спиртовий завод зайняв 1-е місце в соціалістичному змаганні підприємств міністерства харчової промисловості СРСР і був нагороджений перехідним Червоним прапором.
Згідно з сьомим п'ятирічним планом розвитку народного господарства СРСР 1962 року почалася реконструкція спиртзаводу, в ході якої основні виробничі процеси було механізовано, також побудовано цех з виробництва хлібопекарських дріжджів (потужністю 10 тонн дріжджів на добу). Після завершення реконструкції підприємство отримало нову назву — Тростянецький спиртово-дріжджовий комбінат.
1969 року комбінат достроково завершив річний виробничий план, а 1970 року став одним з найбільших підприємств спиртової промисловості на території Української РСР.
В цілому, в радянський час спиртовий комбінат входив до числа найбільших підприємств райцентру.

### Після 1991 року
Після проголошення незалежності України комбінат перейшов у відання державного комітету харчової промисловості України і став одним з найбільших підприємств спиртової промисловості на території України.
Пізніше комбінат перейменовано на Тростянецький спиртовий завод.
У березні 1995 року Верховна Рада України внесла завод до переліку підприємств, приватизація яких заборонена у зв'язку з їх загальнодержавним значенням.
Після створення в червні 1996 року державного концерну спиртової та лікеро-горілчаної промисловості «Укрспирт», завод передано у відання концерну «Укрспирт».
У січні 2000 року Кабінет Міністрів України дозволив заводу виробництво компонентів для моторного палива, в липні 2000 року затверджено державну програму «Етанол», що передбачала розширення використання етилового спирту як енергоносія, і Тростянецький спиртзавод (разом з іншими державними спиртзаводами) включили до переліку виконавців цієї програми.
Економічна криза, що почалася 2008 року, ускладнила становище підприємства. 21 березня 2008 року господарський суд Вінницької області порушив справу № 10/47-08 про банкрутство спиртзаводу (надалі, розгляд справи про банкрутство було передано до Вищого господарського суду України). 2008 рік завод завершив зі збитками на 1,446 млн. гривень.
У липні 2010 року державний концерн «Укрспирт» було перетворено на державне підприємство «Укрспирт», завод залишився у віданні ДП «Укрспирт».
У листопаді 2012 року завод зупинив виробничу діяльність і до 2015 року не працював, на початку серпня 2015 року на підприємстві почалася підготовка до запуску виробництва технічного спирту та компонентів для моторного палива.
В кінці травня 2018 року внаслідок скидання відходів спиртзаводу на поля фільтрації екологічна обстановка в райцентрі погіршилася. 20 червня 2019 року обласна комісія з техногенно-екологічної безпеки та надзвичайних ситуацій Вінницької області винесла постанову про зупинення заводу до усунення недоліків, однак завод продовжував виробництво до тих пір, поки мешканці райцентру не заблокували підприємство.
30 червня 2019 року завод зупинив виробництво.